# Game Developers Choice Awards
Game Developers Choice Awards (GDC Awards; в переводе с англ. «Награды на конференции разработчиков игр») — награды, ежегодно вручаемые на конференции разработчиков игр для выдающихся разработчиков игр и игр. GDC Awards учреждены в 2001 году, и пришли на замену Spotlight Awards, которые вручались с 1997 по 1999 год.

## Процесс выбора победителя
Голосование проводится группой ведущих разработчиков игр: International Choice Awards Network (ICAN) Затем голосуют редакторы «Gamasutra». Обновления и дополнения видеоигр не могут быть номинированы на награждения.
Далее, за игры, набравшие наибольшее количество голосов, голосует объединённая жюри, состоящее из членов ICAN и редакторов Gamasutra. На этом, финальном этапе голосования, победителями становятся игры с наибольшим количеством голосов в категории.
Победители специальных наград (Special Awards): Lifetime Achievement, Pioneer, Ambassador, определяются «Жюри специальных наград» (Special Awards Jury), состоящее из 5 человек. Эта группа может рассматривать рекомендации членов ICAN.

### История
В 2007 году gamasutra.com взял на себя управление наградами от IGDA. Консультативный совет, выбранный редакторами gamasutra.com и журнала Game Developer, контролирует процесс отбора игр.
В прошлом игры-кандидатуры принимались от зарегистрированных пользователей gamasutra.com, являвшихся подтверждёнными разработчиками игр, и от консультативного совета. Как только процесс назначения завершён, консультативный совет определяет пять финалистов для каждой регулярной категории.
Консультанты совета выбирают лауреатов премий Lifetime Achievement, Pioneer (ранее известный как Первый пингвин) и Maverick. Для других наград, голосование открыто для всех, кто участвовал в процессе выдвижения.

## Список победителей
Примечание: мероприятия, проводимые для награждения, проводятся в начале следующего календарного года. Победители указаны первыми и выделены жирным шрифтом .

### Игра года
Награда «Игра года» присуждается за лучшую игру, выпущенную в течение предыдущего календарного года, по версии участников конференции разработчиков игр.
| Год  | Игра                                    | Жанр                    | Платформа(ы) | Разработчик(и)         |
| ---- | --------------------------------------- | ----------------------- | --- | ---------------------- |
| 2000 | The Sims                                | Life simulation         | Microsoft Windows, Mac OS X, PlayStation 2, Xbox, Nintendo GameCube                                              | Maxis                  |
| 2001 | Grand Theft Auto III                    | Action-adventure        | Android, iOS, Fire OS, Microsoft Windows, Mac OS X, PlayStation 2, Xbox                                          | DMA Design             |
| 2002 | Metroid Prime                           | Action-adventure        | GameCube | Retro Studios          |
| 2003 | Star Wars: Knights of the Old Republic  | Role-playing            | Microsoft Windows, Xbox                                                                                          | BioWare                |
| 2004 | Half-Life 2                             | First-person shooter    | Microsoft Windows                                                                                                | Valve Corporation      |
| 2005 | Shadow of the Colossus                  | Action-adventure        | PlayStation 2 | Team Ico               |
| 2006 | Gears of War                            | Third-person shooter    | Xbox 360 | Epic Games             |
| 2007 | Portal                                  | Puzzle-platformer       | Microsoft Windows, PlayStation 3, Xbox 360                                                                       | Valve Corporation      |
| 2008 | Fallout 3                               | Action role-playing     | Microsoft Windows, PlayStation 3, Xbox 360                                                                       | Bethesda Game Studios  |
| 2009 | Uncharted 2: Among Thieves              | Action-adventure        | PlayStation 3 | Naughty Dog            |
| 2010 | Red Dead Redemption                     | Action-adventure        | PlayStation 3, Xbox 360                                                                                          | Rockstar San Diego     |
| 2011 | The Elder Scrolls V: Skyrim             | Action role-playing     | Microsoft Windows, PlayStation 3, Xbox 360                                                                       | Bethesda Game Studios  |
| 2012 | Journey                                 | Adventure               | PlayStation 3 | Thatgamecompany        |
| 2013 | The Last of Us                          | Action-adventure        | PlayStation 3 | Naughty Dog            |
| 2014 | Middle-earth: Shadow of Mordor          | Action-adventure        | Microsoft Windows, PlayStation 3, PlayStation 4, Xbox 360, Xbox One                                              | Monolith Productions   |
| 2015 | The Witcher 3: Wild Hunt                | Action role-playing     | Microsoft Windows, PlayStation 4, Xbox One                                                                       | CD Projekt Red         |
| 2016 | Overwatch                               | First-person shooter    | Microsoft Windows, PlayStation 4, Xbox One                                                                       | Blizzard Entertainment |
| 2017 | The Legend of Zelda: Breath of the Wild | Adventure game          | Nintendo Switch, Wii U                                                                                           | Nintendo               |
| 2018 | God of War                              | Action-adventure game   | PlayStation 4 | Santa Monica Studio    |
| 2019 | Untitled Goose Game                     | Puzzle                  | Microsoft Windows, Nintendo Switch                                                                               | House House            |
| 2020 | Hades                                   | Action role-playing     | Microsoft Windows, Nintendo Switch, PlayStation 4, PlayStation 5, Xbox One, Xbox Series X/S                      | Supergiant Games       |
| 2021 | Inscryption                             | Roguelike deck builder  | Microsoft Windows                                                                                                | Daniel Mullins Games   |
| 2022 | Elden Ring                              | Action role-playing     | Microsoft Windows, PlayStation 4, PlayStation 5, Xbox One, Xbox Series X/S                                       | FromSoftware           |
| 2023 | Baldur's Gate 3                         | Role-playing            | Microsoft Windows, macOS, PlayStation 5, Xbox Series X/S                                                         | Larian Studios         |
| 2024 | Balatro                                 | Roguelike deck-building | Android, iOS, Microsoft Windows, macOS, Nintendo Switch, PlayStation 4, PlayStation 5, Xbox One, Xbox Series X/S | LocalThunk             |

### Лучший звук
Награда «Лучший звук» (Best Audio) признаёт общее превосходство звука в игре, включая звуковые эффекты, музыкальные композиции, звуковой дизайн и оркестровку.
- 2000: Diablo II
- 2001: Halo: Combat Evolved
- 2002: Medal of Honor: Allied Assault
- 2003: Call of Duty
- 2004: Halo 2
- 2005: Guitar Hero
- 2006: Guitar Hero II
- 2007: BioShock
- 2008: Dead Space
- 2009: Uncharted 2: среди воров
- 2010: Red Dead Redemption
- 2011: Portal 2
- 2012: Journey
- 2013: BioShock Infinite
- 2014: Alien: Isolation
- 2015: Crypt of the NecroDancer
- 2016: Inside[22]
- 2017: The Legend of Zelda: Breath of the Wild[23]
- 2018: Celeste[24]

### Лучший дебют
В номинации «Лучший дебют» отмечается лучшая игра любой студии, которая выпустила свою первую игру в течение календарного года. Ранее это называлось премией «Новая студия года». В годы, предшествовавшие 2008 году, награда присуждалась названию студии, а не названию игры.
- 2000: Valve Corporation / Минь Ле / Джесс Клифф (для Counter-Strike)
- 2001: Bohemia Interactive (для Operation Flashpoint: Cold War Crisis)
- 2002: Ретро Студии (для Metroid Prime)
- 2003: Infinity Ward (для Call of Duty)
- 2004: Crytek (для Far Cry)
- 2005: Double Fine Productions (для Psychonauts)
- 2006: Iron Lore Entertainment (для Titan Quest)
- 2007: Realtime Worlds / Microsoft Game Studios (для Crackdown)
- 2008: Media Molecule (для LittleBigPlanet)
- 2009: Runic Games (для Torchlight)
- 2010: Mojang (для Майнкрафт)
- 2011: Supergiant Games (для Bastion)
- 2012: FTL: Faster Than Light (для FTL: Faster Than Light)
- 2013: компания Fullbright (для Gone Home)
- 2014: Stoic Studio (для The Banner Saga)
- 2015: Moon Studios (для Ori and the Blind Forest)
- 2016: Кампо Санто (для Firewatch)[22]
- 2017: Студия MDHR (для Cuphead)[23]
- 2018: Mountains (для Florence)[24]

### Лучший дизайн
Награда за лучший дизайн признаёт общее превосходство дизайна в игре, включая геймплей, механику, головоломки, баланс игры и сценария.
- 2000: Deus Ex
- 2001: Grand Theft Auto III
- 2002: Battlefield 1942
- 2003: Prince of Persia: The Sands of Time
- 2004: Katamari Damacy
- 2005: Shadow of the Colossus
- 2006: Wii Sports
- 2007: Portal
- 2008: LittleBigPlanet
- 2009: Batman: Arkham Asylum
- 2010: Red Dead Redemption
- 2011: Portal 2
- 2012: Journey
- 2013: The Last of Us
- 2014: Hearthstone: Heroes of Warcraft
- 2015: Rocket League
- 2016: Overwatch[22]
- 2017: The Legend of Zelda: Breath of the Wild[23]
- 2018: Into the Breach[24]

### Лучшая мобильная / портативная игра
Награда «Лучшая мобильная / портативная игра» присуждается за лучшую игру, выпущенную на любой портативной платформе.
- 2007: The Legend of Zelda: Phantom Hourglass
- 2008: God of War: Chains of Olympus
- 2009: Scribblenauts
- 2010: Cut the Rope
- 2011: Superbrothers: Sword & Sworcery EP
- 2012: The Room
- 2013: The Legend of Zelda: A Link Between Worlds
- 2014: Monument Valley
- 2015: Her Story
- 2016: Pokémon Go[22]
- 2017: Gorogoa[23]
- 2018: Florence[24]

### Премия за инновации
Награда за инновации присуждается играм, которые демонстрируют инновации и расширяют границы игр как выразительное средство. Несколько премий в год были вручены до 2007 года.
- 2000: Counter-Strike ; Сумасшедшее Такси ; Deus Ex ; Jet Grind Radio ; Никто не живёт вечно
- 2001: Black & White ; Grand Theft Auto III ; ICO ; Величественный ; Rez
- 2002: Animal Crossing ; Battlefield 1942 ; Медаль за отвагу: Союзнический штурм ; Вещь
- 2003: EyeToy: Play ; Красавчик Джо ; WarioWare, Inc .: Мега Микроигра $!
- 2004 год: Donkey Konga ; Я люблю пчёл ; Катамари Дамаси
- 2005: Nintendogs ; Guitar Hero
- 2006: Line Rider ; Okami ; Wii Sports
- 2007: Portal
- 2008: LittleBigPlanet
- 2009: Scribblenauts
- 2011: Minecraft
- 2012: Journey
- 2013: Papers, Please
- 2014: Monument Valley
- 2015: Her Story
- 2016: No Man’s Sky[22]
- 2017: Gorogoa[23]
- 2018: Nintendo Labo[24]

### Лучший нарратив
Премия «Лучший нарратив» признаёт качество сценария в игре, включая сюжет, построение сюжета, диалоги и разветвлённые повествования.
- 2002: Splinter Cell
- 2003: Star Wars: Knights of the Old Republic
- 2004: Half-Life 2
- 2005: Psychonauts
- 2006: The Legend of Zelda: Twilight Princess
- 2007: BioShock
- 2008: Fallout 3
- 2009: Uncharted 2: Among Thieves
- 2010: Mass Effect 2
- 2011: Портал 2
- 2012: The Walking Dead: The Game
- 2013: The Last of Us
- 2014: Kentucky Route Zero: Episode 3
- 2015: Her Story
- 2016: Firewatch[22]
- 2017: What Remains of Edith Finch[23]
- 2018: Return of the Obra Dinn[24]

### Лучшая технология
Награда за лучшую технологию признаёт общее превосходство технологий в игре, включая графическое программирование, искусственный интеллект, сетевые технологии и физику.
- 2004: Half-Life 2
- 2005: Nintendogs
- 2006: Gears of War
- 2007: Crysis
- 2008: LittleBigPlanet
- 2009: Uncharted 2: Among Thieves
- 2010: Red Dead Redemption
- 2011: Battlefield 3
- 2012: Far Cry 3
- 2013: Grand Theft Auto V
- 2014: Destiny
- 2015: Ведьмак 3: Дикая Охота
- 2016: Uncharted 4: A Thief’s End[22]
- 2017: Horizon Zero Dawn[23]
- 2018: Red Dead Redemption 2[24]

### Лучший визуальный арт
Награда Best Visual Art признаёт общее превосходство визуального искусства в игре, включая анимацию, моделирование, художественное руководство и текстуры.
- 2000: Jet Grind Radio
- 2001: ICO
- 2002: Kingdom Hearts
- 2003: The Legend of Zelda: The Wind Waker
- 2004: World of Warcraft
- 2005: Shadow of the Colossus
- 2006: Gears of War
- 2007: BioShock
- 2008: Prince of Persia
- 2009: Uncharted 2: Among Thieves
- 2010: Limbo
- 2011: Uncharted 3: Drake’s Deception
- 2012: Journey
- 2013: BioShock Infinite
- 2014: Monument Valley (игра)
- 2015: Ori and the Blind Forest
- 2016: Inside[22]
- 2017: Cuphead[22]
- 2018: Gris[24]

### Лучшая игра VR / AR
- 2016: Job Simulator: The 2050 Archives[22]
- 2017: Superhot VR[22]
- 2018: Beat Saber[24]

## Получатели специальных наград

### Приз зрительских симпатий
Голосование проводится среди зрители за лучшую игру того года.
- 2012: Dishonored
- 2013: Kerbal Space Program
- 2014: Elite: Dangerous
- 2015: Life Is Strange
- 2016: Battlefield 1[22]
- 2017: NieR: Automata[22]
- 2018: Beat Saber[24]
- 2019: Sky: Children of the Light[25]
- 2020: Ghost of Tsushima

### Премия Пионера
Награда Pioneer Award, известная как награда «Первый пингвин» до 2007 года, отмечается людьми, разработавшими революционную технологию, концепцию игры или игровой дизайн.
- 2000: Чип Морнингстар и Рэнди Фармер (создатели LucasArts 's Habitat)
- 2001: Хьюберт Шардо («за свою рискованную работу над» Alone in the Dark «)»
- 2002: Дэвид Крейн , Ларри Каплан , Джим Леви , Алан Миллер , Боб Уайтхед (основатели Activision)
- 2003: Масая Мацуура (основатель NanaOn-Sha, пионер интеграции музыки и игр)
- 2004: Ричард Бартл (один из создателей MUD, предок MMO)
- 2005: Дон Вудс , Уилл Кроутер (создатели ранней текстовой игры Adventure)
- 2006: Алексей Пажитнов (создатель тетриса)
- 2007: Ральф Бер (изобретатель Magnavox Odyssey)
- 2008: Алекс Ригопулос и Эран Эгози (основатели Harmonix)
- 2009: Гейб Ньюэлл (основатель Valve Corporation)
- 2010: Ю Судзуки
- 2011: Дейв Тойрер
- 2012: Стив Рассел (создатель Spacewar!)
- 2013: Брэндон Бек и Марк Меррилл (создатели Riot Games)[26]
- 2014: Дэвид Брабен (основатель Frontier Developments, один из создателей серии Elite)
- 2015: Маркус «Notch» Перссон (создатель Minecraft)
- 2016: Джордан Мехнер (создатель Принца Персии)[22]
- 2017: нет
- 2018: Риэко Кодама (художник-график / режиссёр / продюсер нескольких изданий Sega)[27]
- 2019: Роберта Уильямс (соучредительница компании Sierra On-line и разработчица в жанре приключенческих игр)[28]
- 2020: Том Фулп (создатель Newgrounds и соучредитель The Behemoth)[29]

GDC объявил о своём намерении присудить Нолану Бушнеллу (соучредителю Atari) премию Pioneer 2017 года. Однако после того, как несколько человек попросили GDC пересмотреть (в свете движения #MeToo) это решение из-за появления документированных сексистских действий Бушнелла в прошлом, GDC отменил своё решение и вместо этого «выделит награду этого года в честь новаторского и неслыханные голоса прошлого».

### Награда Посол
Награда посла присуждается лицам из или вне игровой отрасли, которые помогли видеоиграм «продвинуться к лучшему». Эта награда заменила награду IGDA за вклад сообщества после 2008 года.
- 2007: Джейсон Делла Рокка
- 2008: Томми Талларико
- 2009: Джерри Холкинс , Майк Крахулик и Роберт Ху
- 2010: Тим Бренгл и Ян Макензи (организаторы добровольной программы конференции разработчиков игр на протяжении 20 лет и старше[35])
- 2011: Кеннет Дорошоу и Пол М. Смит (адвокаты по делу Браун против Ассоциация развлекательных торговцев, которая выступала за Ассоциацию развлекательных торговцев в Верховном суде США .)
- 2012: Крис Мелиссинос (Sun Microsystems)
- 2013: Анита Саркисян (Феминистская Частота)[26]
- 2014: Бренда Ромеро
- 2015: Трейси Фуллертон
- 2016: Марк Делура[22]
- 2017: Рами Исмаил (соучредитель Vlambeer, помощь в разработке инди-игр)[30]
- 2021: Стивен Спон, стример, писатель и старший директор по развитию благотворительной организации AbleGamers[36].

### Премия за жизненные достижения
Награда Lifetime Achievement Award является признанием достижений разработчика, оказавшего влияние на игровую индустрию и разработку игр.
- 2000: Уилл Райт (Сим- игры)
- 2001: Юдзи Нака (Ёжик Соник)
- 2002: Гумпэй Ёкои (1941—1997) (Game Boy, серия Super Mario Land, серия Metroid)
- 2003: Марк Серни (Crash Bandicoot и Spyro the Dragon)
- 2004: Юджин Джарвис (Защитник и Роботрон: 2084)
- 2005: Ричард Гэрриот (Ультима)
- 2006: Сигэру Миямото (создатель Mario , Donkey Kong и The Legend of Zelda)
- 2007: Сид Мейер (серия Civilization и много разных симуляторов)
- 2008: Хидэо Кодзима (серия Metal Gear)
- 2009: Джон Кармак (серия Doom)
- 2010: Питер Молиньё (Бог игры)
- 2011: Уоррен Спектор (Deus Ex , System Shock , Thief: The Dark Project)
- 2012: Рей Музика и Грег Зещук (BioWare)
- 2013: Кэн Кутараги
- 2014: Хиронобу Сакагути (серия Final Fantasy)
- 2015: Тодд Ховард (Elder Scrolls , Fallout)
- 2016: Тим Суини (основатель Epic Games)[37]
- 2017: Тим Шейфер (разработчик приключенческих игр LucasArts, основатель Double Fine)[30]
- 2018: Эми Хенниг (автор / режиссёр видеоигр, в частности серии Uncharted)[38]
- 2020: Ларалин МакВильямс, креативный директор Free Realms и ведущий директор Full Spectrum Warrior.[29]
- 2021: Юдзи Хории, геймдизайнер, дизайнер и сценарист, создатель легендарной серии игр Dragon Quest[36].

## Награды более не присуждаемые
Следующие категории премий были удалены или заменены.

### Лучшая скачиваемая игра
Награда за лучшую скачиваемую игру присуждается за лучшую игру, выпущенную для консольных или компьютерных платформ специально и исключительно для цифровой загрузки, с упором на меньший, более удобные для казуальных игр.
- 2007: flOw
- 2008: World of Goo
- 2009: Flower
- 2011: Minecraft
- 2012: Bastion
- 2013: Journey
- 2014: Papers, Please

### Дизайн персонажа
Награда «Дизайн персонажей» признаёт общее превосходство дизайна персонажей в игре, включая оригинальность, характер и глубину эмоций.
- 2004: Half-Life 2
- 2005: Shadow of the Colossus
- 2006: Okami

### Превосходство в дизайне уровней
- 2000: American McGee’s Alice
- 2001: ICO
- 2002: Metroid Prime

### Превосходство в программировании
- 2000: The Sims
- 2001: Black & White
- 2002: Neverwinter Nights
- 2003: Prince of Persia: The Sands of Time

### Премия IGDA за вклад сообщества
Награда IGDA за вклад сообщества присуждалась разработчиками за значительные усилия, направленные на создание сообщества, обмен знаниями, выступление от имени разработчиков и / или содействие созданию художественной формы разработки игр. Заменена «Премей посла» после 2007 года.
- 2000: Джон Кармак
- 2001: Джефф Ландер
- 2002: Церковь Дуга (Eidos Interactive)
- 2003: Рей Музика и Грег Зещук
- 2004: Шери Гранер Рэй
- 2005: Крис Хеккер
- 2006: Джордж Сэнджер

### Оригинальный игровой персонаж года
- 2000: моряк из Seaman
- 2001: Daxster из Jak and Daxter: The Precursor Legacy
- 2002: Слай Купер из Sly Cooper и Thievius Raccoonus
- 2003: HK-47 от Star Wars: Knights of the Old Republic

### Maverick Award
Награда Maverick Award признаёт текущие достижения разработчика, который демонстрирует независимость в мышлении и действии, экспериментируя с альтернативными / появляющимися формами цифровых игр.
- 2003: Брайан Фиете, Джейсон Капалка и Джон Вечи (PopCap Games)
- 2004: Мэтт Адамс, Джу Роу Фарр и Ник Тандаванитж (Теория взрыва)
- 2005: Майк Дорнбрук, Эран Эгози, Грег Лопикколо и Алекс Ригопулос (Harmonix Music Systems)
- 2006: Грег Костикян

### Лучшая новая социальная / онлайн игра
- 2009: FarmVille